# زرق (مقاطعة فامنين)
زرق (بالفارسية: زرق) هي قرية تقع في قسم مفتح الريفي (مقاطعة فامنين) في إيران. يقدر عدد سكانها بـ 115 نسمة بحسب إحصاء 2016.